# Néstor Nongo-Aziagbia
Nestor-Désiré Nongo-Aziagbia SMA (Sociedad de las Misiones Africanas) (M’Baïki; 6 de marzo de 1970 ) es un sacerdote católico centroafricano, obispo de la Diócesis de Bossangoa.

## Biografía
Nestor-Désiré Nongo-Aziagbia se unió a la comunidad religiosa Sociedad de las Misiones Africanas (Societas Missionum ad Afros) en 1994.  Fue ordenado sacerdote el 23 de agosto de 1998.
El Papa Benedicto XVI lo nombró Obispo de Bossangoa el 14 de mayo de 2012. El Cardenal Prefecto de la  Congregación para la Evangelización de los Pueblos Fernando Cardenal Filoni fue el encargado de su Ordenación episcopal, el 22 de julio del mismo año.
En abril de 2014 fue secuestrado por los rebeldes musulmanes.